# Bedrijfskolom
De bedrijfskolom is de naam voor de opeenvolgende stappen (participanten of schakels in het voortbrengingsproces) die een product doormaakt, voordat het bij de klant, de consument is.
In een bedrijfskolom staan bovenin de grondstoffen en onderin de detailhandel. Het product komt uiteindelijk bij de consument terecht, echter deze maakt geen deel uit van de bedrijfskolom.

## Algemeen

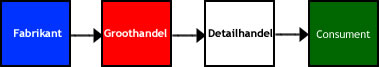
Schematische weergave van een distributieketen

Elke schakel in een bedrijfskolom wordt een bedrijfstak genoemd: een aantal categorieën bedrijven die per categorie een opeenvolgende functie hebben in het verzamelen, produceren of distribueren van goederen en bijbehorende diensten. Een bedrijfstak bestaat uit branches: een groep organisaties die niet alleen dezelfde productie- of distributietechnieken hanteert, maar ook grotendeels dezelfde producten levert.
De bedrijfskolom bestaat uit de achtereenvolgende fasen die een product doorloopt op zijn weg van oerproducent tot en met detaillist. De verschillende handelingen in een bedrijfskolom noemt men de bedrijfstakken.
In onderstaand schema is deze eenvoudige bedrijfskolom afgebeeld.
| Oerproducent               |
| Zagerij                    |
| Groothandel (tussenhandel) |
| Detaillist                 |

In de afgebeelde bedrijfskolom gaat van boven naar onder een goederenstroom. Van onder naar boven loopt de geld- en de informatiestroom.
De informatiestroom is de belangrijkste stroom in de bedrijfskolom. De consumenten zenden signalen uit. Ze willen op een bepaald moment beschikken over een bepaalde hoeveelheid producten van een bepaalde kwaliteit. Die informatie moet via de verschillende schakels bij de oerproducenten terechtkomen.

## Bedrijfskolom-aspecten

### Bedrijfsgeleding
Iedere schakel (fase) in de bedrijfskolom noemen we een bedrijfsmanifestant. Tot een bedrijfsgeleding behoren twee soorten ondernemingen: handelsondernemingen en productieondernemingen. Kenmerkend voor een schakel of bedrijfsgeleding in de bedrijfskolom is dat een bedrijfsgeleding de goederen in eigendom krijgt.
Voorbeelden zijn: Detaillisten, groothandel, zagerij en oerproducent.

### Bedrijfstak
Wanneer we bedrijfsgeledingen uit verschillende bedrijfskolommen samenvoegen die zich op dezelfde hoogte bevinden, spreken we van een bedrijfstak. Een bedrijfstak is een groep bedrijven die zich (horizontaal gezien) op dezelfde hoogte in de bedrijfskolom bevinden en die een aantal variaties van een product maken.
Voorbeelden:
- Alle meubelfabrieken samen vormen dus een bedrijfstak en voor de gezamenlijke oerproducenten van hout geldt hetzelfde.
- De grafische industrie bijvoorbeeld een bedrijfstak waar boeken, drukwerk enzovoort gemaakt worden.

### Branches
Binnen een bedrijfstak kunnen we organisaties onderscheiden met hetzelfde productieproces en/of sterk op elkaar gelijkende producten. Zo'n organisatie noemen we een branche.
Voorbeeld : Binnen de detailhandel kunnen we bijvoorbeeld de levensmiddelenbranche en de branche voor consumentenelektronica onderscheiden.

### Organisatiestrategie
Een organisatie kan kiezen uit de volgende strategieën in de bedrijfskolom:
- Integratie: een bedrijf is werkzaam binnen verschillende bedrijfstakken in dezelfde bedrijfskolom. Indien het voorgaande schakels betreft dan gaat het om achterwaartse integratie, bij daaropvolgende schakels voorwaartse integratie. Voorbeeld achterwaartse integratie: een steenfabriek die ook een kleiwinput beheert (producent + leverancier).
- Differentiatie: een bedrijf stoot een bedrijfstak in de bedrijfskolom af, bijvoorbeeld via outsourcing.
- Parallellisatie (of branchevervaging): een bedrijf gaat activiteiten verrichten in een bedrijfstak van een andere bedrijfskolom. Bijvoorbeeld: een supermarkt in een benzinestation
- Specialisatie: een bedrijf stoot activiteiten af in dezelfde bedrijfstak of branche. Bijvoorbeeld kledingzaak gaat alleen mannenmode verkopen.